# Luisa Görlich
Luisa Görlich (21 de diciembre de 1998) es una deportista alemana que compite en salto en esquí. Ganó una medalla de oro en el Campeonato Mundial de Esquí Nórdico de 2023, en la prueba de trampolín normal por equipo.

## Palmarés internacional
| Campeonato Mundial | Campeonato Mundial  | Campeonato Mundial | Campeonato Mundial |
| Año                | Lugar               | Medalla            | Prueba             |
| ------------------ | ------------------- | ------------------ | ------------------ |
| 2023               | Planica (Eslovenia) | Medalla de oro     | TN por equipo      |